# Turn It Up
Turn It Up is een nummer van de Jamaicaanse zanger Sean Paul uit 2013. Het is de tweede single van zijn zesde studioalbum Full Frequency.
Waar Other Side of Love een vooral popliedje was, is "Turn It Up" een energieker en dansbaarder nummer met een vrolijk geluid. Het nummer flopte in Amerika, maar wist wel een bescheiden 35e positie in het Verenigd Koninkrijk. Ook in Nederland werden, ondanks enige airplay, ook geen hitlijsten gehaald, terwijl het in Vlaanderen op de 83e positie in de Tipparade terechtkwam.

## Tracklijst
Cd-single
1. "Turn It Up" - 3:54